# Lou Horbach
Louis Joseph Clemens (Lou) Horbach (Gulpen, 20 februari 1927 - Roermond, 23 oktober 2012) was een Nederlands politicus namens de KVP en het CDA.
Horbach studeerde bedrijfseconomie aan de Katholieke Economische Hogeschool Tilburg en was onder meer werkzaam als secretaris van de Katholieke Limburgse Werkgeversvereniging, het Nederlands Katholiek Werkgeversverbond en de Kamer van Koophandel van Maastricht en Omstreken.
In 1969 kwam hij voor het eerst namens de KVP in de Eerste Kamer. Hij was woordvoerder voor economische zaken en was ook van 1971 tot 1974 plaatsvervangend voorzitter van de vaste commissie voor Economische Zaken. In de periode 1979-1980 keerde hij namens het CDA kort terug als Eerste Kamerlid.
Horbach was gehuwd en kreeg vier zonen. Hij werd benoemd tot Officier in de Orde van Oranje-Nassau.